# Kamienica Pod Motylem w Krakowie
Kamienica Pod Motylem – budynek zlokalizowany przy ulicy Kanoniczej w Krakowie. Obecnie funkcjonuje w nim Hotel Copernicus z 21 pokojami o najwyższym standardzie oraz 8 apartamentami.

## Historia kamienicy
W połowie XIV wieku, na miejscu obecnej kamienicy, powstały dwa piętrowe domy. W latach 1411–1435 kanonik, prawnik i rektor Akademii Krakowskiej Paweł Włodkowic wzniósł, z wykorzystaniem murów obu budowli, pałac, zajmujący całą szerokość posesji. W 1455 budynek spłonął, jednak wkrótce został odbudowany. Około 1554 budynek rozbudowano go i przebudowano. Z tego okresu pochodzi portal z inskrypcją oraz gotyckie polichromie we wnętrzach, przedstawiające ojców kościoła. W XVI wieku w kamienicy mieszkał historyk i późniejszy biskup warmiński Marcin Kromer. W 1802 budynek został przejęty przez administrację austriacką. Pod koniec XX wieku został zakupiony przez grupę hotelową Likus Hotele i Restauracje. Odrestaurowano go, przywracając średniowieczną fasadę budynku i umieszczając na niej relikty średniowiecznych obramowań okiennych oraz dostosowano do funkcji hotelowej. Otwarcie hotelu nastąpiło w 1998.

## Galeria

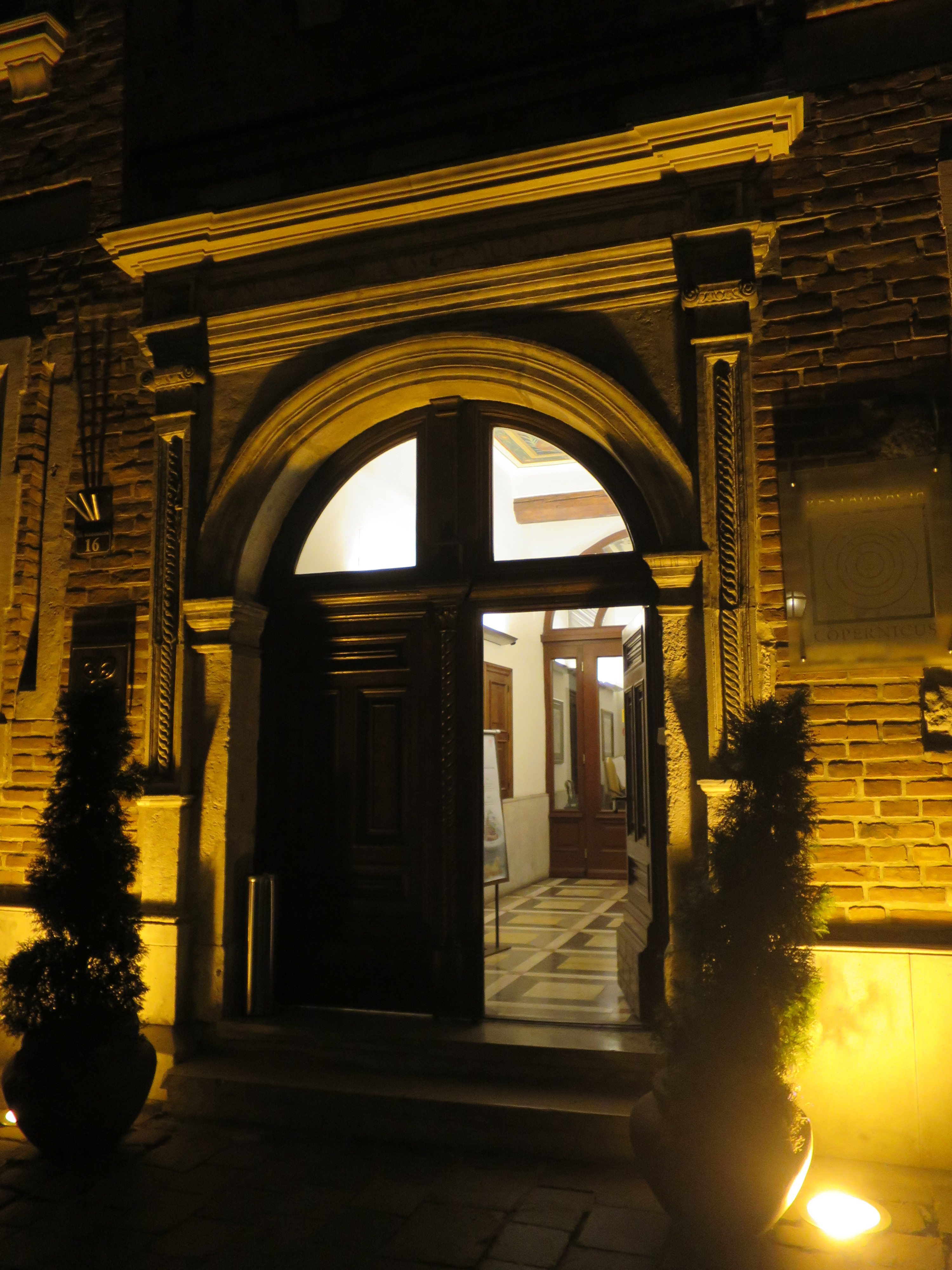
Wejście do hotelu
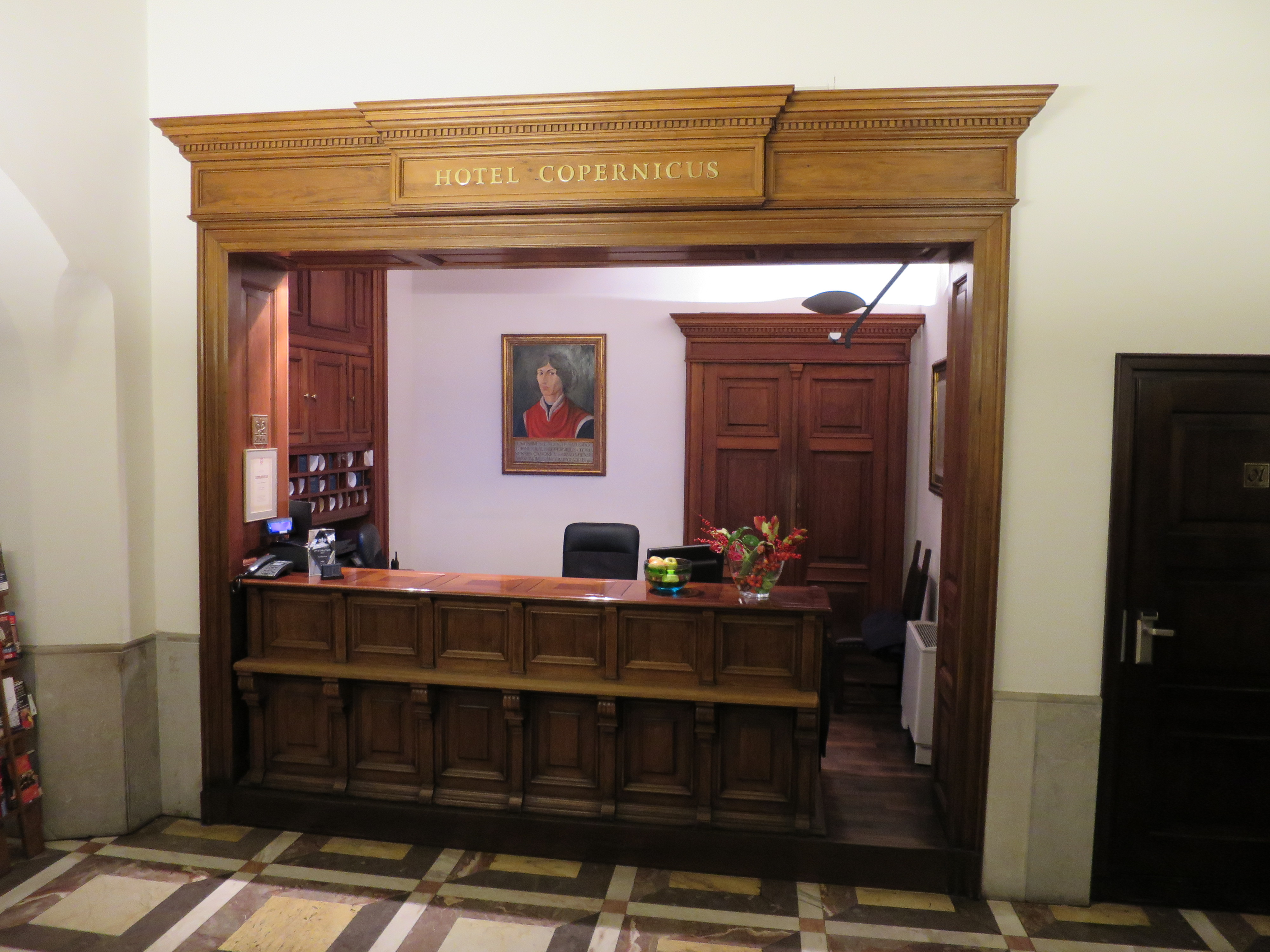
Recepcja
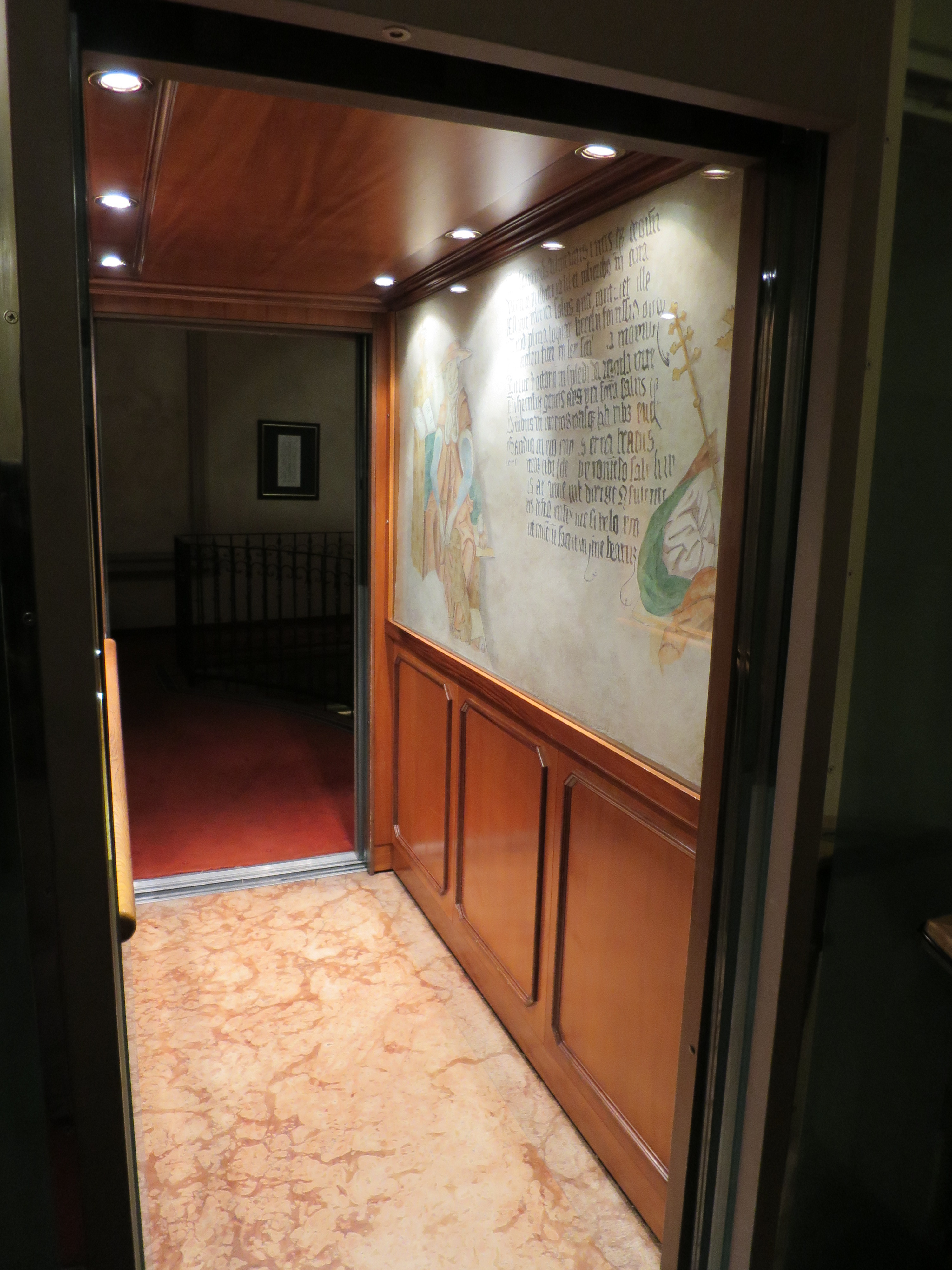
Dwustronna winda
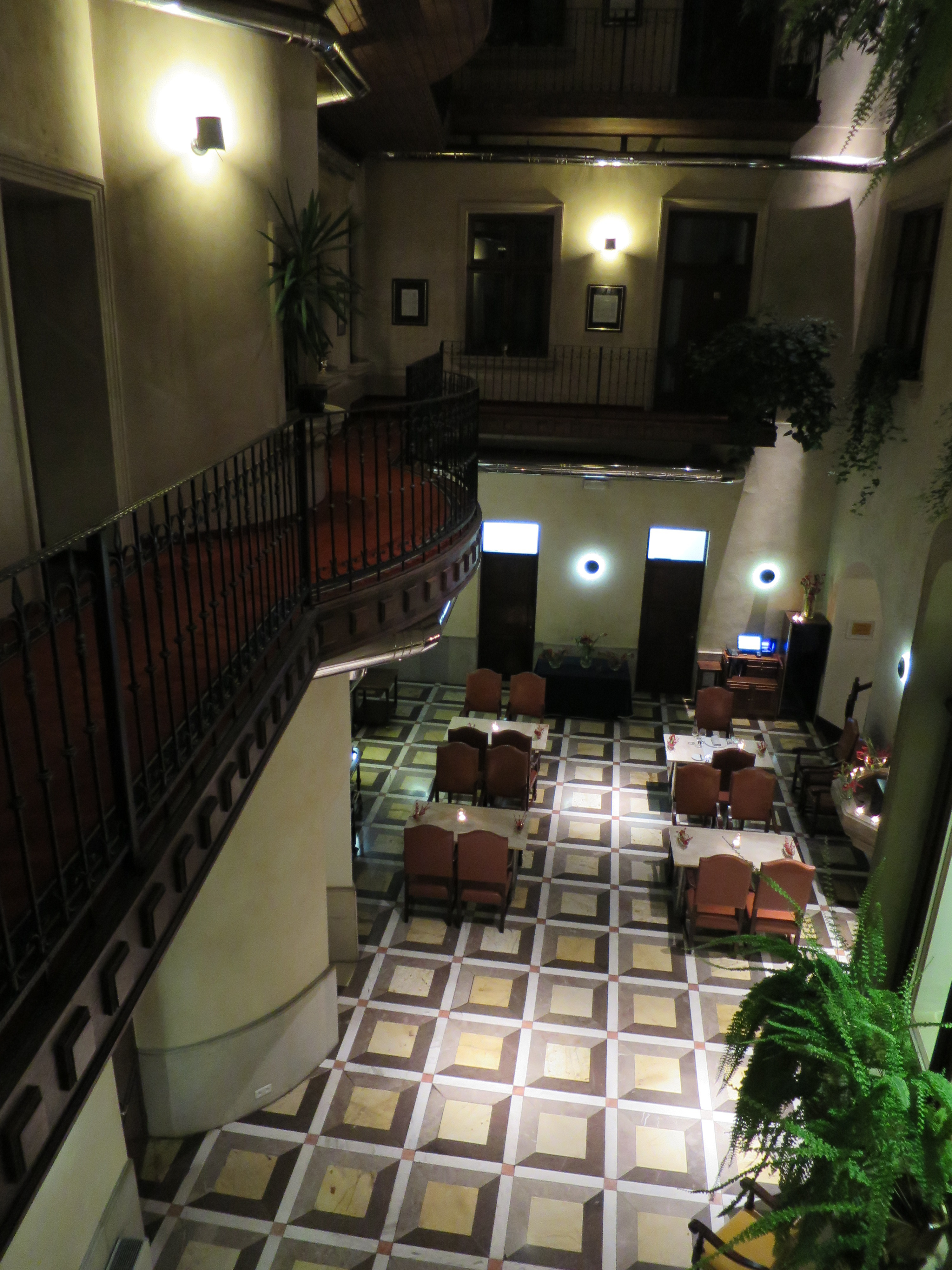
Atrium
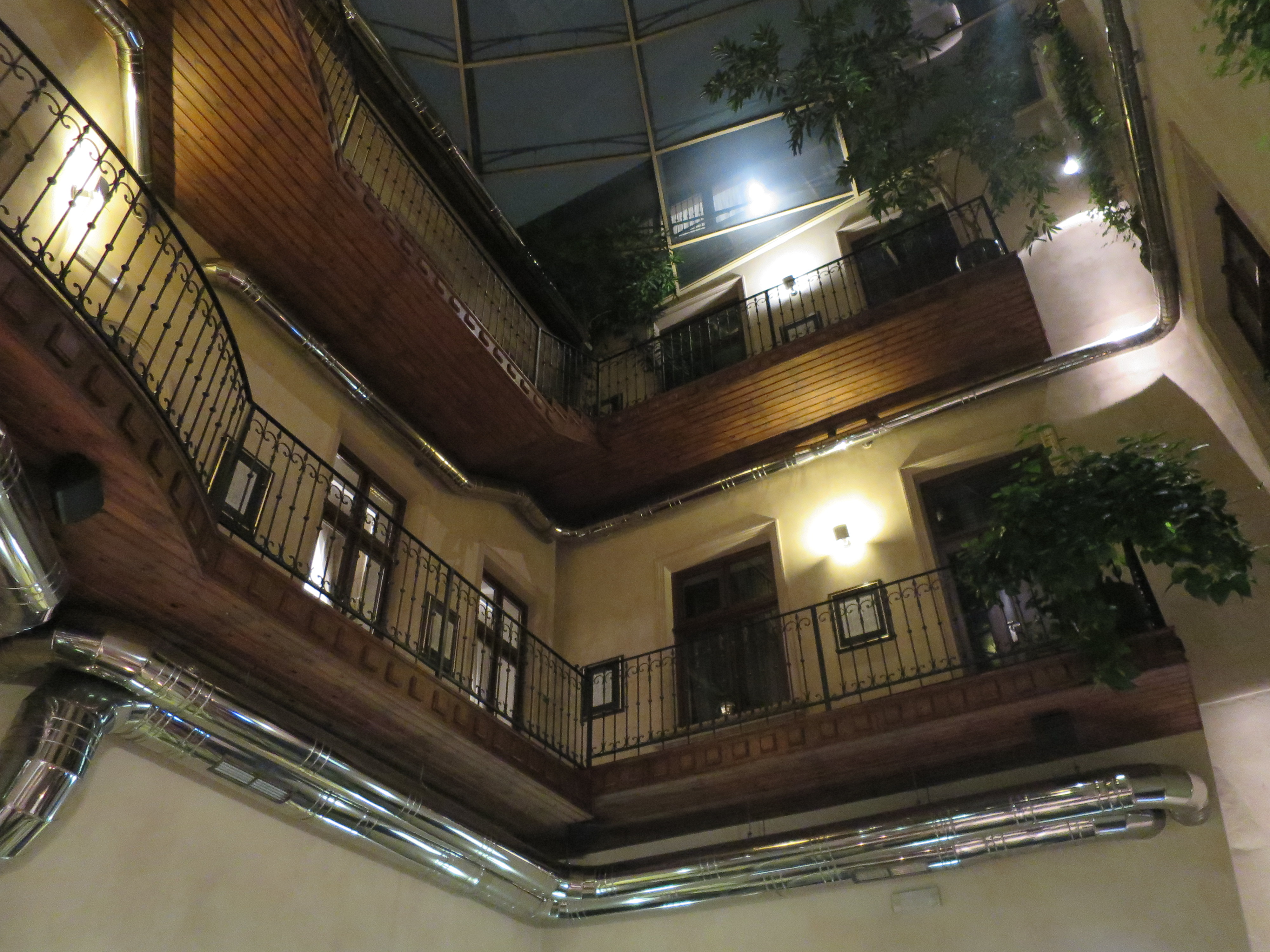
Atrium